# Stauropathes arctica
Stauropathes arctica är en korallart som först beskrevs av Christian Frederik Lütken 1871.  Stauropathes arctica ingår i släktet Stauropathes och familjen Schizopathidae. Inga underarter finns listade i Catalogue of Life.